# Jeanne Ferrier
Jeanne Ferrier est une physicienne et mathématicienne française, née le 6 avril 1888 à Montpellier  et morte le 23 mai 1979 à Paris, pionnière de la radiothérapie.

## Biographie

### Formation et carrière
Après une double licence en mathématique et physique à l'université de Montpellier, Jeanne Ferrier devient professeur de sciences au lycée de garçons de Tarbes.
Devenue veuve une première fois, elle rejoint Paris et le laboratoire de Marie Curie grâce à une bourse Carnegie. Elle étudie notamment la nécrose des tissus soumis aux rayons du radium. En 1924, elle mène, avec Antoine Lacassagne, des travaux sur la détection et la localisation d'éléments radioactifs dans les cellules; la méthode qu'elle développe, l'autoradiographie, est considérée comme « l'une des plus importantes dont la biologie a bénéficié au cours du XXe siècle, ».
Elle soutient le 27 mai 1926 une thèse de doctorat intitulée Étude, par la méthode d'absorption, du rayonnement du radium et de son rayonnement secondaire (ensuite publiée dans la revue Annales de physique).
Vers 1930, des soucis de santé lui imposent d'interrompre tout travail avec la radioactivité. Elle rejoint alors l'Institut Henri-Poincaré comme assistante des calculs de probabilité d'Émile Borel,. Elle y travaillera jusqu'à sa retraite en 1958.

### Vie de famille
Mariée avec Samuel Lattès le 17 août 1910, veuve en 1918, elle a une fille de ce premier mariage. En secondes noces, elle épouse un collaborateur, le physicien Georges Fournier, le 31 août 1929 avec qui elle a deux enfants.

## Principaux travaux
- Jeanne Lattès, Sur les conditions physiques qui accompagnent le phénomène de nécrose produit par les rayons du radium, Comptes rendus de l'Académie des sciences, 176 (1923), 867-869, archive sur Gallica
- Jeanne Lattès, Sur quelques valeurs numériques caractérisant les rayons du radium responsables du phénomène de nécrose, Comptes rendus de l'Académie des sciences, 176 (1923), 963-967, archive sur Gallica
- Antoine Lacassagne, Jeanne Lattès, Méthode auto-histo-radiographique pour la détection dans les organes du polonium injecté, Comptes rendus de l'Académie des sciences, 178 (1924), 488-490, archive sur Gallica
- Antoine Lacassagne, Jeanne Lattès, Techniques chimico-physique de détection du polonium injecté dans les organes, Comptes rendus de l'Académie des sciences, 178 (1924), 630-632, archive sur Gallica
- Antoine Lacassagne, Jeanne Lattès, Dosage, dans les différents organes, du polonium injecté dans l'organisme, Comptes rendus de l'Académie des sciences (1924), 178, 771-773, archive sur Gallica
- Georges Fournier, Jeanne Lattès, Sur l’absorption des rayons β par la matière, Comptes rendus de l'Académie des sciences (1925), 181, 855-856, archive sur Gallica
- Georges Fournier, Jeanne Lattès, Sur l’absorption des rayons β par la matière, Comptes rendus de l'Académie des sciences (1925), 181, 1135-1136, archive sur Gallica
- Jeanne Lattès, Étude par la méthode d'absorption du rayonnement du radium et de son rayonnement secondaire,  Ann. Phys., Volume 10, Number 6, 1926, 102-182